# 増田新田
増田新田（ますだしんでん）は、埼玉県春日部市の町丁。現行行政地名は増田新田のみ。丁番の設定のない単独町名である。住居表示未実施地区。郵便番号は344-0025。

## 地理
埼玉県の東部地域で春日部市南部の沖積平野に位置する。地区の全域が後背湿地上にあり、自然堤防の微高地は地区外の東側および南側周辺にあるが、地内には見当たらない。西側の境を中之堀川、北側の境を武徳川が流れる。東側で武里中野や大場、南側で越谷市大字恩間新田やさいたま市岩槻区大戸、西側で同区大口、北側で谷原新田と隣接する。南側のさいたま市との境界線はやや錯綜している。
地区は全域が市街化調整区域に指定され、市街化区域はない。地内は耕地整理された水田などの農地が多い農業地域で、南側から西側の境界線付近には古くからある農家が点在して見られる。西部や南部は広大な水田地帯がある。また、市道1-23号線の東側は市街化調整区域でありながら住宅団地が造成され、戸建ての住宅が多く建ち並ぶ。

### 河川
- 新方川（千間堀）
- 安之堀川 - 北東部でかすめる
- 中之堀川
- 武徳川 - 北西部で中之堀川を掛樋で交差している
- 谷原落 - 市道1-23号線[8]に平行して流れる。 - 旧新方堀[8]とも称される。

## 歴史
もとは江戸期より存在した武蔵国埼玉郡岩槻領に属する新田村名の増田新田であった。1706年（宝永3年）に岩槻久保宿町（現在の岩槻区本町3 - 6丁目の辺り）の増田彦右衛門氏により大場沼を干拓して新田を開発した。地名はこの開発者の名前による。天保郷帳によると薄谷村の枝郷とも記される。村高は『天保郷帳』によると76石余であった。化政期の戸数は無く、村の規模は東西8町余、南北7町余であった。
- 1708年（宝永5年）は岩槻藩領、1756年（宝暦6年）より一部が幕府領となる[5]。
- 幕末の時点では埼玉郡に属し、明治初年の『旧高旧領取調帳』の記載によると、代官・大竹左馬太郎支配所が管轄する幕府領であった[9]。
- 1868年（慶応4年）6月19日  - 代官支配地が武蔵知県事・山田政則（忍藩士）の管轄となる。
- 1869年（明治2年）
  - 1月13日 - 武蔵知県事・宮原忠英の管轄区域に大宮県を設置、同県の管轄となる。県庁は東京府馬喰町に置かれる。
  - 9月29日 - 県庁が浦和に置かれ浦和県に改称。
- 1871年（明治4年）11月13日 - 第1次府県統合により埼玉県の管轄となる。
- 1879年（明治12年）3月17日 - 郡区町村編制法により成立した南埼玉郡に属す。郡役所は岩槻町に設置。
- 1889年（明治22年）4月1日 - 町村制施行により、増田新田が一ノ割村、備後村、薄谷村、大場村、大畑村、大枝村、中野村と合併し、南埼玉郡武里村が成立する。増田新田は武里村の大字増田新田となる。
- 1947年（昭和22年）9月 - カスリーン台風の襲来により、地内が大きな被害を受ける[5]。
- 1954年（昭和29年）7月1日 - 武里村が南埼玉郡春日部町、豊春村、北葛飾郡幸松村、豊野村と合併し、市制を施行して春日部市となる。春日部市の大字となる。
- 1973年（昭和48年）4月 - 地内の田園地帯に武里みどり住宅が造成され、入居を開始する[10]。
- 2005年（平成17年）10月1日 - 春日部市が北葛飾郡庄和町と合併し、新たな春日部市が発足、同時に住所標記の簡略化のため市内の大字が廃止され[11]、大字増田新田は丁番の設定のない増田新田となる[12]。

### 存在していた小字
- 東耕地[13]
- 南耕地、
- 北耕地
- 西耕地

## 世帯数と人口
2024年（令和6年）1月1日現在の世帯数と人口は以下の通りである。
| 丁目     | 世帯数  | 人口   |
| -------- | ------- | ------ |
| 増田新田 | 468世帯 | 1028人 |

## 小・中学校の学区
市立小・中学校に通う場合、学区は以下の通りとなる。
| 番地 | 小学校                 | 中学校                   |
| ---- | ---------------------- | ------------------------ |
| 全域 | 春日部市立武里西小学校 | 春日部市立春日部南中学校 |

## 交通
地内に鉄道は敷設されていない。最寄り駅は武里みどり住宅地自治会によると東武鉄道伊勢崎線（東武スカイツリーライン）武里駅で、武里みどり住宅地より2 - 3 km程の距離である。

### 道路
- 千葉県道・埼玉県道80号野田岩槻線
- 市道1-23号線[8] - 越谷市側では「中堀通り」と称されている。

### バス
朝日自動車越谷営業所
地区中央を通る野田岩槻線や市道1-23号線に路線バスの「せんげん台駅 - みどり住宅 - ウイング・ハット春日部線」（系統番号なし）が設定され、「みどり住宅」・「増田新田交差点」停留所が設置されている。過去には野田岩槻線の増田新田交差点で上記路線から西に分岐するように路線が設定され、「増田新田」バス停も設置されていた。
春日部市コミュニティバス「春バス」
地区内を縦貫・巡回する路線は設定されていない。

## 施設
- 武里みどり住宅（西側の一部）
  - みどり第2公園
  - みどり住宅内第1遊水池
  - みどり住宅内第3遊水池
- 水神社 - 鎮守[5]
  - 増田新田集会所